# Günter Meyer (Fotograf)
Günter Meyer (* 1. Februar 1927 in Aue; † 11. November 2015) war ein deutscher Lokomotivführer und Eisenbahnfotograf, der insbesondere durch seine Aufnahmen des Betriebsgeschehens bei der Deutschen Reichsbahn in der DDR bekannt geworden ist. Sein besonderes Interesse galt den Schmalspurbahnen in der DDR.

## Leben und Beruf
Der im sächsischen Aue, einem bedeutenden Eisenbahnknoten, geborene Günter Meyer wurde 1944 zur Wehrmacht eingezogen. Weihnachten 1945 kehrte er aus britischer Kriegsgefangenschaft in seine Heimatstadt zurück. Er war sodann als Radiometrist bei der Wismut beschäftigt, die für die sowjetische Besatzungsmacht die erzgebirgischen Uranlagerstätten ausbeutete. Meyer konnte erst 1955 seinen schon früher gehegten Berufswunsch verwirklichen und fand Anstellung bei der Deutschen Reichsbahn, für die er forthin tätig war. Er arbeitete zunächst in Aue als Bahnunterhaltungsarbeiter und von 1956 bis 1964 nacheinander als Zugschaffner, Zugführer und als Lokheizer. Daran schlossen sich Ausbildungen zum Betriebsschlosser und schließlich zum Lokomotivführer an. Nach Beendigung der Ausbildung war Meyer als Lokomotivführer im Bahnbetriebswerk Aue angestellt und wurde auf Dampf- und ab 1976 auch auf Dieselloks eingesetzt. Im Oktober 1990 trat Günter Meyer, der Eisenbahner mit „Leib und Seele“ war, in den Ruhestand.

## Fotografisches Schaffen
Günter Meyer begann bereits Anfang der 1950er Jahre mit der Fotografie von Eisenbahnanlagen und -fahrzeugen in der DDR. Sein lichtbildnerisches Werk zeichnet sich dadurch aus, dass er die „Eisenbahnszenerie stets als ein Ganzes“ betrachtete, indem er auch die Umgebung des eigentlichen Motivs – etwa Bahnhofsgebäude und Landschaften – und die mit der Eisenbahn lebenden Menschen – Reisende, Anwohner und insbesondere die Eisenbahner bei der Arbeit – in seine Fotografien einbezog. Dies verleiht den Aufnahmen einen „lebendigen Charakter“. Meyer profitierte dabei davon, dass er als Eisenbahner nicht eine äußere Perspektive einnahm, sondern als Kollege agierte. Seinen Fotografien kommt auch deshalb ein großer dokumentarischer Wert zu, weil das Ablichten der Bahnanlagen in der DDR verboten war und das Verbot durch die Transportpolizei streng überwacht wurde. 1955 geriet Meyer wegen seines Hobbys in den Verdacht der Spionage und wurde vom Ministerium für Staatssicherheit überwacht. Einen Großteil seiner bis dahin angefertigten Aufnahmen vernichtete er daraufhin. Heute umfasst die Sammlung Meyers weit über 100.000 Fotografien und Reproduktionen.
Seit den 1950er Jahren unternahm Meyer Exkursionen zu den Schmalspurbahnen in der DDR, etwa zur ehemaligen Mecklenburg-Pommerschen Schmalspurbahn oder zu den früheren Rügenschen Kleinbahnen. Auf seinen Exkursionen reiste er immer in seiner Dienstkleidung, was angesichts der damaligen Umstände das Fotografieren und die Kontaktaufnahme zu den örtlichen Eisenbahnern erleichterte. Meyer beschränkte sich indes nicht auf die Fotografie. Er sammelte in umfangreichem Maße auch Informationen über die von ihm besuchten Strecken und Fahrzeuge.
Meyer war einer der Autoren den Bände des Lokomotiv-Archivs Sachsen, das 1984 erschien. Nach 1990 gab der EK-Verlag mehrere Bildbände heraus. Bereits während der deutschen Teilung pflegte Meyer zahlreiche Kontakte in die Bundesrepublik. Seine Fotografien konnten dort aber bis zur Wiedervereinigung nur anonymisiert – etwa unter den Bezeichnungen Sammlung Moll oder Sammlung Wenzel – publiziert werden. Auch in vielen anderen Büchern sind Fotografien Meyers zu finden.
Für sein Lebenswerk wurde Meyer 2006 der Claus-Köpcke-Preis des Vereins zur Förderung Sächsischer Schmalspurbahnen zuerkannt.

## Werke (Auswahl)
Bücher
- Lokomotiv-Archiv. Bände: Sachsen 1 und Sachsen 2. Transpress Verlag für Verkehrswesen, Berlin 1983 (gemeinsam mit Fritz Näbrich und Reiner Preuß)
- Verbotene Reichsbahn. Die DR der fünfziger und sechziger Jahre. EK-Verlag, Freiburg 1993, ISBN 3-88255-257-3.
- Eisenbahnreise ins Erzgebirge. Eisenbahnromantik im Erzgebirge und Vogtland. EK-Verlag, Freiburg 1994, ISBN 3-88255-258-1.
- Auf schmaler Spur nach Norden. Reisen zu den außersächsischen Schmalspurbahnen in den fünfziger und sechziger Jahren. EK-Verlag, Freiburg 1995, ISBN 3-88255-259-X.
- Meisterfotos aus der Dampflokzeit. Bände 1 und 2: Erlebnis Deutsche Reichsbahn. EK-Verlag, Freiburg 1996/1998, ISBN 3-88255-260-3 (Band 1) bzw. ISBN 3-88255-265-4 (Band 2); Band 3: Bahnanlagen in Sachsen. 2002, ISBN 3-88255-280-8.
- Züge, Wagen und vergangene Zeiten. Erinnerungen an die Wagen-Vielfalt der Reichsbahn in der DDR. EK-Verlag, Freiburg 2005, ISBN 3-88255-295-6.
- Züge, Wagen und vergangene Zeiten – 2. Erinnerungen an die Wagen-Vielfalt bei den DR-Schmalspurbahnen. EK-Verlag, Freiburg 2008, ISBN 978-3-88255-305-5.
- Thomas Frister (Hrsg.): Zwickau – Johanngeorgenstadt. Eine Zeitreise mit Günter Meyer. EK-Verlag, Freiburg 2016, ISBN 978-3-8446-6218-4.

Aufsätze
- In memoriam „Heberleine“. In: Die Museums-Eisenbahn. Heft 3/1991, S. 28–30.
- Meine Erinnerungen an Fritz Hager. In: Rainer Fischer, Joachim Schulz: Fritz Hager – Fotoraritäten eines Dresdner Eisenbahners. EK-Verlag, Freiburg 2004, ISBN 3-88255-290-5, S. 95–96.